# Robert Gilles
Robert Thomas Gilles (* 22. August 1923 in Eupen; † 31. Dezember 2003 ebenda) war ein belgischer Handballspieler, Handballtrainer und Sportfunktionär.

## Leben und Wirken
Robert Gilles war der Sohn von Josef Egidius Gilles (1893–1943) und Maria Theresia, geborene Pitsch (1893–1946), sowie ein Vetter von Brigitte Gilles. Er begann 1933 seine sportliche Laufbahn als Turner und Handballspieler in der Turngemeinde Eupen (TG) 1876, aus der sich im Jahr 1949 der Turn- und Sportverein (TSV) Eupen 1899 und später der Königliche Turn- und Sportverein (KTSV) Eupen entwickelte. Im Jahr 1937 spielte Gilles in der neu gegründeten Jugendmannschaft und bereits 1939 in der 1. Herrenmannschaft der TG Eupen. Nach der Angliederung Eupens an Deutschland durch die deutsche Wehrmacht im Mai 1940 wurde Gilles zunächst in die nun zuständige Kreisauswahl und 1941 in die Mittelrhein-Auswahl berufen.
Während des Zweiten Weltkrieges musste Gilles seinen Wehrdienst in der Wehrmacht ableisten und geriet in der Tschechoslowakei in sowjetische Kriegsgefangenschaft und wurde in das Lager 23 von Karaganda abtransportiert. Heiligabend 1945 wurde er freigelassen und konnte über Sewastopol, Szeged und Bregenz nach Eupen zurückkehren, wo er wenige Tage nach dem Tod seiner Mutter im Juli 1946 eintraf.
Anschließend nahm Gilles den Handballsport wieder auf und wurde bereits 1947 beim ersten Länderspiel Belgiens gegen Luxemburg als Mittelstürmer im Feldhandball eingesetzt. Bis zum Alter von 43 Jahren bestritt er außerhalb der Ligaspiele beim TSV Eupen 33 Partien in der Provinzauswahl und 22 offizielle Länderspiele für die belgische Männer-Handballnationalmannschaft.
Nach dem Ende seiner aktiven Karriere im Handballsport widmete sich Gilles der Trainertätigkeit und übernahm zunächst die erste Damenmannschaft des TSV Eupen, die in den vier Jahren seines Trainings zwischen 1953 und 1957 in Belgien kein Spiel verlor. Einige Jahre später trainierte er von 1964 bis 1967 die 1. Herrenmannschaft, mit der er 1965 den Aufstieg in die 1. Division Belgiens schaffte. Nach einer Zeit des Abstands übernahm er von 1972 bis 1975 erneut die 1. Damenmannschaft und ab 1979 eine Zeit lang die Jugendmannschaften.
Zwischenzeitlich wurde Gilles im Jahr 1968 zum Präsidenten des TSV Eupen gewählt und fungierte anschließend noch einige Jahre als Vizepräsident und Schriftführer. Sein Hauptaugenmerk lag dabei unter anderem auf die Förderung des Nachwuchses und seit 1952 durchweg auf grenzüberschreitende Kontakte vor allem nach Deutschland, was ihm mehrere Auszeichnungen vom Handballkreis Aachen und dem Handballverband Mittelrhein einbrachte.
Robert Gilles war seit Januar 1966 mit Regina, geborene Schneider (1922–2015) verheiratet.

## Ehrungen
Für seine Erfolge als aktiver Sportler, Trainer und Sportfunktionär wurde Gilles mit zahlreichen Ehrungen bedacht, darunter:
- 1972 die bronzene Ehrennadel des Handballverbandes Mittelrhein
- 1976 die Ehrenmitgliedschaft des TSV Eupen
- 1977 die goldene Ehrennadel des TSV Eupen
- 1978 die Ehrennadel des Handballkreises Aachen
- 1982 die Ernennung zum Ehrenpräsident des TSV Eupen
- 1983 den Ehrenteller der Stadt Eupen
- 1983 die goldene Sportverdienstmedaille der ADEPS (Administration de l’Education Physique et des Sports)